# نریمان آخوندزاده
نریمان آخوندزاده (ترکی آذربایجانی: Nəriman Əhməd oğlu Axundzadə؛ زادهٔ ۲۳ آوریل ۲۰۰۴) بازیکن فوتبال اهل جمهوری آذربایجان است.
از باشگاه‌هایی که در آن بازی کرده است می‌توان به باشگاه فوتبال قره‌باغ اشاره کرد.
وی همچنین در تیم‌های ملی فوتبال زیر ۱۹ سال جمهوری آذربایجان، زیر ۲۱ سال جمهوری آذربایجان، و جمهوری آذربایجان بازی کرده است.